# 下仁田ネギ
- 下仁田ネギ
- 下仁田ねぎ

下仁田ネギ／下仁田ねぎ（しもにたねぎ）は、ネギの一種。群馬県甘楽郡下仁田町の冬季の特産品である。現在は別の地域でも栽培されているが、本来は群馬県西部の下仁田町を含む甘楽郡と富岡市の地域で栽培された。江戸時代からすでに栽培が行われており、徳川幕府や大名への献上品とされていた。一本ネギとしては太くて短いずんぐりした姿が特徴で、生だと非常に辛味が強いが、加熱すると甘味が引き出されてやわらかい食感になる。

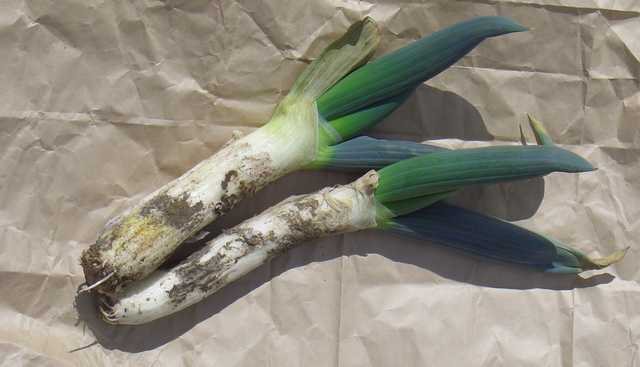
下仁田ネギ（安中産）

## 起源
下仁田ネギの由来についてあまり詳しいことは分かっていない。中国西部より我が国北部に入った「加賀」という品種との類似が取りざたされているが、ルーツについてはこれ以上の追跡はできない。
なお、下仁田ネギという名称の名付け親は、牧野富太郎である。オオネブカまたはシモニタネギと命名され、以後市場でもこの名で取引されている。
現在の下仁田ネギの原産地（原種圃）は、旧・西牧村小出屋の佐藤長太郎の畑である。

## 来歴
文化2年11月8日付で「ネギ200本至急送れ、運送代はいくらかかってもよい」という趣旨の江戸の大名や旗本から名主に宛てたと思われる手紙が残されており、遅くともこの頃には下仁田ネギが栽培され、珍重されていたことがわかっている。こんなに素晴らしいネギの味を、江戸の将軍にも味わってもらおうと幕府にも献上された。主膳殿でもその味は評判となった。下仁田ネギは別名殿様ネギと呼ばれるのはこのためである。（ネギの中の殿様という意味もある）。
「下仁田ねぎ」の名は、地元の土産やお歳暮使われた明治時代からといわれる。明治4年、東京で開催された万国文化交歓文明輸入博覧会に出品され、名声を得る。
1873年（明治6年）、ウィーン万国博覧会に国産の絹糸が出品され、それを機に富岡製糸場に関係者が訪れるようになる。関係者へのお歳暮・お土産に利用された。
大正時代になると、栽培地が山間から平地の馬山地区などに移り、品種改良が進んで、この地区は下仁田ネギの主産地となる。
1934年（昭和9年）、一部篤農家による皇室への献上が行われ、また上毛かるたに「ねぎとこんにゃく下仁田名産」と詠まれて知名度が高くなった。これに伴い、群馬県農事試験場が前橋市で栽培してみたがうまくいかなかった。下仁田の土壌を前橋まで持っていってもやはり結果は同じであった。長野県農事試験場でも栽培を試みたが、育ちすぎて葉が硬い棒のようになり、とても食べられたものではなかった。
戦後の1952年（昭和27年）から品種改良に取り組み、5年をかけて固定品種として復活した。1975年以降、下仁田ネギの生産の増加は顕著に認められる。背景には、米の生産調整、高級料理店における伝統野菜の需要増加、さらに歳暮としての需要増加がある。
| 年   | 生産農家（戸） | 作付面積（ヘクタール） | 生産量（トン） |
| ---- | -------------- | ---------------------- | -------------- |
| 1973 | 約100          | 8.0                    | 103            |
| 1976 | 約120          | 18                     | 225            |
| 1984 | 140            | 48                     | 652            |

## ネギの特徴と栽培
下仁田ネギは非分蘖性の一本ネギで、俗に白根と呼ばれる葉鞘部は長さ15 - 25センチメートル (cm) 、直径2.5 - 6 cmと、太く短い特徴的な形をしている。地上部の葉も濃緑色で太い。このような形・大きさはネギ全体の中でも特異なものである。太くて葉先が丸いダルマ系、全体にやや細長い西野牧系、草丈がやや高めの利根太系の3系統がある。
秋まきで冬が旬となり、特に霜に当たってからは味がのって美味しさが増すといわれている。
耐熱性、耐寒性ともに強く、厳冬期でも地上部は枯れるが地下部が枯死する事はない。また耐旱性も強く、夏の高温期でも障害は少ない。反面、多湿には弱く、特に25度以上の高温では多湿に対する抵抗力が弱く湿害を受けやすい。
土壌適用性は広いが、下仁田ネギ特有の肉質を持つ、しまりの良いものを生産するためには、礫を多少含んだ粘質土壌であることが一つの条件である。下仁田町や富岡市の西部一帯は、年間平均気温が12度前後、土壌は礫を含んだ粘土質で水はけが良く、根深ねぎ類の栽培には適した環境といわれている。馬山地区の鏑川・横瀬川・鎌田川に沿ったエリアの土壌は礫を含み、肥沃である。通気性や保水性が良好で、下仁田ネギの栽培に適している。また、生産の中心である馬山地区など群馬県南西部は、石灰質が豊富な土地だからこそ、下仁田ネギ本来のうまさが生まれるのだともいわれている。甘楽郡・富岡市では、下仁田ネギ固有の特性を出すために専門の農家に委託して栽培し、種はJAを通して入手する仕組みをとっている。

### 栽培の実際
下仁田ネギは、播種から収穫まで14 - 15か月を要する。10月ごろに苗床に溝をつけて1 cm間隔で筋まきし、軽く土を被せて鎮圧する。種を播いた後にもみ殻やもみ殻燻炭をまいたり、寒冷紗をかけておくことで、乾燥と雑草が生えるのを抑止できる。2 - 3週間後には発芽してくるが、冬期のため苗の成長は遅い。発芽した細い苗を間引きしながら育て、翌春（3月ごろ）になると苗は急速に伸びてくる。
5月上旬、草丈25 - 35 cmで葉が3 - 4枚ついたころに、苗を根ごと起こして仮植えする。苗の植え付けは、畑に幅1メートル (m) の畝を作り、その中央に深さ15 cmの溝を掘り、株間7 - 8 cmで苗を斜めに立てかけるように置いて土を軽くかける。このとき、堆肥や腐葉土などの肥料を入れて苗が入った溝を埋め戻す。仮植え後、途中追肥しながら育て、葉が5 - 6枚に増えてやや太くなる7月ごろに定植する。定植後はネギの白い部分が地上に出ないようにするため葉が分岐する根元まで土寄せを行っていくが、除草を兼ねて中耕しながら白い部分が出てきたら2 - 4回の土寄せを行って、葉鞘を軟白化する。
11月下旬から1月までが収穫期間で、この時期のネギが霜に当たって甘みが増して美味しくなる。収穫は、草丈60 cm前後、白根（白い部分）の長さ20 cmほどになったネギのまわりを掘ったり、機械で土中の根を切り離してから、株を1本ずつ引き抜いていく。収穫後は雨のあたらない軒下などの場所に2 - 3日ほど陰干しし、少ししんなりさせる。こうすることで、輸送中の梱包内でネギが蒸れたり葉が折れるのを防ぎ、乾いたネギの表面が中身を乾燥から防いでいる。

## 食用
食材としての旬は11月中旬ごろから2月下旬までとされ、根元の白い部分（軟白部）を食用にする。肉質は軟らかく風味の良いことでも知られる。生では辛すぎて食べられないが、糖度は一般のネギよりも高い。加熱すると辛味成分を作る酵素が失活して、中のゼラチン質（ムチレージ）がとろけるような舌触りになり、本来の甘味を味わうことができる。とくに煮て食べると独特の甘味とコクが出るといわれ、冬のすき焼や鍋物には欠かせない食材である。強い辛味を活かして餃子のタネに使うこともある。

## 文化
正月飾りの一環として、その家でできた最上のネギ5・6本を供える。そのネギを早春、畑に植える。夏に採種し、秋の彼岸に播種。このような文化があるので、結果として雑交を防ぎ、比較的純粋性が保たれてきた。